# Hyalinobatrachium colymbiphyllum
Hyalinobatrachium colymbiphyllum là một loài ếch thuộc họ Centrolenidae. Loài này có ở Colombia, Costa Rica, Panama, và có thể cả Nicaragua.
Môi trường sống tự nhiên của chúng là rừng ẩm vùng đất thấp nhiệt đới hoặc cận nhiệt đới, vùng rừng núi ẩm cận nhiệt đới và nhiệt đới, và sông ngòi. Theo IUCN, nó không phải là loài đang nguy cấp.

## Hình ảnh

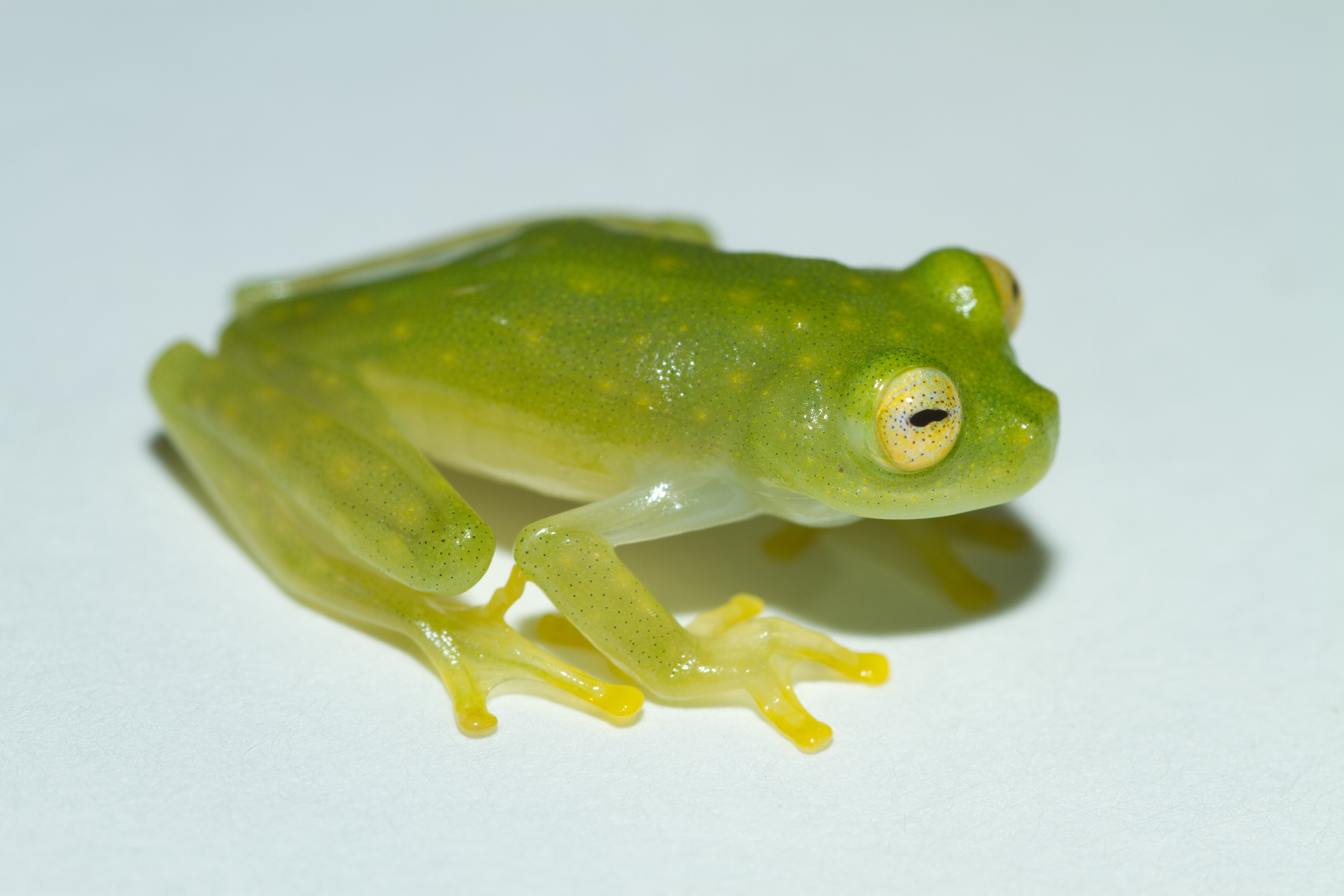
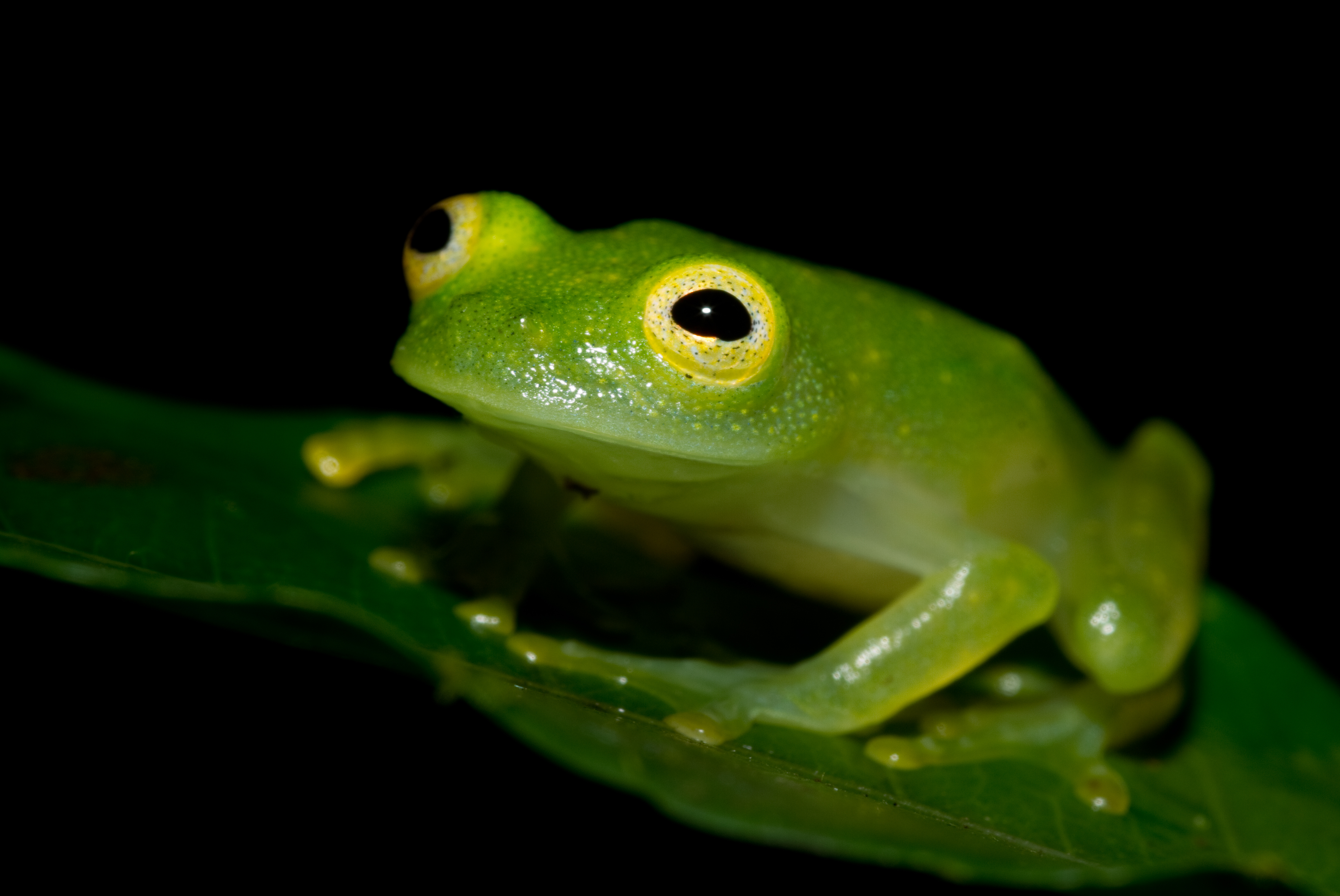
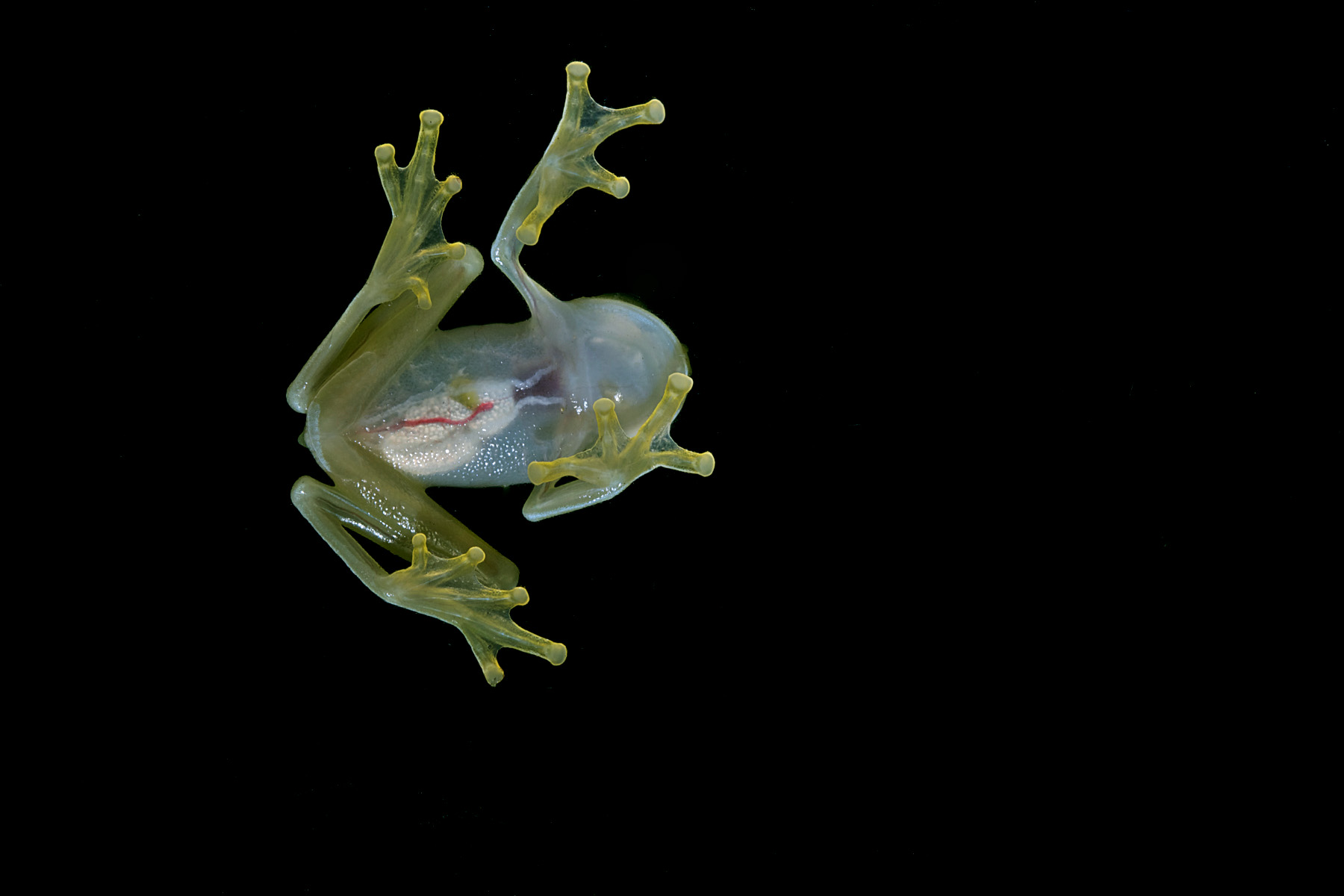